# Магомедрасул Маджидов
Магомедрасул Маджидов  (азерб. Məhəmmədrəsul Məcidov, 27 вересня 1986) — азербайджанський боксер, 
бронзовий призер Олімпійських ігор 2012 року, триразовий чемпіон світу (2011, 2013 та 2017), чемпіон Європи (2013).

## Аматорська кар'єра

### Чемпіонат світу 2011
- 1/16 фіналу. Переміг Сардора Абдулаєва (Узбекистан) — RSC
- 1/8 фіналу. Переміг Ісаіаса Мена (Колумбія) — RSC
- 1/4 фіналу. Переміг Ерісланді Савона (Куба) — RSC
- Півфінал. Переміг Івана Дичко (Казахстан) — 16-9
- Фінал. Переміг Ентоні Джошуа (Англія) 22-21

### Олімпійські ігри 2012
- 1/8 фіналу. Переміг Меджи Мвамба (ДР Конго) — RSC
- 1/4 фіналу. Переміг Магомеда Омарова (Росія) — 17-14
- Півфінал. Програв Роберто Каммарелле (Італія) — 12-13

### Чемпіонат світу 2013
- 1/8 фіналу. Переміг Ленроя Томпсона (США) — 3-0
- 1/4 фіналу. Переміг Магомеда Омарова (Росія) — 3-0
- Півфінал. Переміг Роберто Каммарелле (Італія) — 3-0
- Фінал. Переміг Івана Дичко (Казахстан) — KO

### Олімпійські ігри 2016
- 1/16 фіналу. Переміг Мохамеда Арджауї (Марокко) — 3-0
- 1/8 фіналу. Програв Івану Дичко (Казахстан) — 0-3

### Чемпіонат світу 2017
- 1/16 фіналу. Переміг Сатіша Кумара (Індія) — 5-0
- 1/8 фіналу. Переміг Хуссейна Ішаїш (Йорданія) — 5-0
- 1/4 фіналу. Переміг Дамілі-Діні Абуду (Франція) — 3-2
- Півфінал. Переміг Джозефа Гудала (Австралія) — 4-1
- Фінал. Переміг Камшибека Кункабаєва (Казахстан) — 4-1

## Професіональна кар'єра
13 вересня 2019 року у віці майже 33 роки дебютував на профіринзі. У першому поєдинку здобув дострокову перемогу над американцем Едом Фонтеном, хоч по ходу бою і сам побував у нокдауні.